# Salyu 20th Anniversary Tribute Album "grafting"
『Salyu 20th Anniversary Tribute Album "grafting"』（サリュ・トゥエンティース・トリビュート・アルバム グラフティング）は、日本の歌手・Salyuのトリビュート・アルバム。2024年12月18日にトイズファクトリーより発売された。

## 音楽性
Salyuのメジャー・デビュー20周年を記念したトリビュート・アルバム。アイナ・ジ・エンド、青葉市子、安藤裕子、木村充揮、小林武史、坂本美雨、桜井和寿 (Mr.Children)、玉置浩二、Chara、七尾旅人、中納良恵、原田郁子、ビッケブランカ、槇原敬之、milet、MONGOL800、山内総一郎（フジファブリック）、ROTH BART BARONといった自身と親交があるアーティストや尊敬するアーティスト、自身の音楽に影響を受けたアーティストら全18組が参加している。本作について、Salyuは「テーマは、今日まで私を支え続けてくれた〈楽曲たちへの感謝〉で、この20年の間、私に作品を書き続けてくださった〈小林武史さんへのプレゼントにもなったらいいな〉という想いもモチヴェーションになっていました」と語っている。
本作の初回生産限定盤には、ジャズやエクスペリメンタル・ポップの要素を取り入れた、小林武史が中心となり制作されたセルフカバー盤が付属する。第1子出産後のレコーディングだったといい、Salyuは「自分のなかでは、出産を経てまたヴォーカル作りをしている途中の歌といいますか、やや青臭みがあるんですね。でも成熟しきっていない歌を残すことができて嬉しいなと思ってるんです。理想とするヴィジョンを体現しきれてないこともあるのですが、それはそれで人間が成長していく過程のリアルな歌だなと思って」と語っている。
アルバムタイトルは小林が命名。タイトルは「接ぎ木」を意味する英単語で、異なる種類の木で1つの木を再構成するように、参加アーティストが様々な解釈で楽曲をカバーし出来上がるアルバム、という意味が込められている。Salyuは「大切なものを受け継ぎながら新しい生命を吹き込むという意味を込めました」と語っている。

## リリース・プロモーション
初回生産限定盤と通常盤の2形態で発売。初回生産限定盤はCD3枚組、通常盤はCD2枚組で、初回生産限定盤はLPサイズのジャケットとなっている。購入先によって異なる先着特典も用意された（後述）。
発売と同時に、本作のダウンロード・サブスクリプション配信がスタート。また、2025年1月8日より初回生産限定盤に収録されているセルフカバー盤の配信も開始された。

### 店舗特典
| 対象店舗                 | 特典内容                           |
| ------------------------ | ---------------------------------- |
| TOY'S STORE              | ポスターカレンダー (A3)            |
| タワーレコード           | クリアファイル (A5)                |
| 楽天ブックス             | ポストカード（直筆複製サイン入り） |
| Amazon.co.jp             | メガジャケ                         |
| セブンネットショッピング | トート型エコバッグ                 |
| 全国CDショップ           | ステッカー                         |

## アートワーク
本作のアートディレクターは森本千絵が担当。アルバムタイトルからインスピレーションを受けて制作され、ジャケットはSalyu本人の手がフィーチャーされている。森本は「楽曲という宝物を感謝し分かち合い、繋いでいくビジュアルです」とコメントしている。

## 収録曲

### Disc 1
- 全作詞：小林武史（#2 - #4除く） / 全作曲：小林武史

1. 新しいYES / 桜井和寿 [5:10]
  - 編曲・プロデュース：小林武史

13thシングル。
本楽曲について、桜井は「Salyuのようには歌えなかったけれど、自分も小林さんも一生懸命、Salyuに最高のプレゼントをと、丁寧に愛情たっぷりこしらえて、力一杯リボンをかけました」とコメントしている。選曲は桜井と小林によるもの[15]。
Salyuは本作制作にあたり最初に桜井にオファーしたという[16]。
小林の意向で歌詞のフレーズが新たに追加されている。
2. HALFWAY / milet [4:45]
  - 作詞：小林武史・北川悦吏子・Salyu / 編曲・プロデュース：TomoLow

11thシングル。
本楽曲について、miletは「歌の中で2人が出会ったり戯れたりする様子を歌とフルートで表現してみました。Salyuさんの歌のしなやかさを自分に落とし込んで、大好きなこの歌を歌わせていただきました。私にとってこの曲は、この歌の世界に入るときに歌った『きっかけの歌』でもあり思い入れがあります」とコメントしている[17]。選曲はmilet自身によるもの。
3. Dialogue（ダイアローグ） / VK Blanka [4:14]
  - 作詞：小林武史・Salyu / 編曲：VK Blanka

2ndシングル。
本楽曲について、ビッケブランカは「Salyuさんの世界を残しながら違う顔を見せることができるかなーと、楽しく制作させてもらいました」とコメントしている[15]。
ビッケフランカ側から本作に参加したいとSalyuサイドにオファーしたという[18]。
4. アラベスク / 青葉市子 × 岩井俊二 [6:03]
  - 作詞：岩井俊二

Lily Chou-Chou名義で発売されたアルバム『呼吸』収録曲。
岩井のYouTubeチャンネル「岩井俊二映画祭 Iwai Shunji film festival」での音源[19]。
5. Dramatic Irony / 山内総一郎（フジファブリック） [4:49]
1stアルバム『landmark』収録曲。
本楽曲について、山内は「カバーさせて頂くにあたっては特別な付け足しをせずに、一筆書きで生々しく、出来るだけ暖かさの残る音像を目指して作っていきました」とコメントしている[15]。
6. 風に乗る船 / MONGOL800 [4:44]
  - 編曲：MONGOL800 & Kuboty

5thシングル。
本楽曲について、キヨサクは「Salyuの繊細な表現には到底太刀打ちできる余地は無く、バンドサウンドで勢いで対抗してみました」とコメントしている[15]。
7. landmark / 安藤裕子 [6:06]
  - 編曲：Shigekuni

1stアルバム『landmark』収録曲。
8. アイニユケル / 木村充揮 [7:12]
17thシングル。
選曲はSalyuのリクエストによるもの[20]。
9. プラットホーム / 中納良恵 [5:25]
  - 編曲：中納良恵・菅沼雄太

8thシングル。
本楽曲について、Salyuは「この曲は映画『地下鉄（メトロ）に乗って』の主題歌。作品自体は悲しみもある切ないお話なんですが、中納さんはそこにハッピーの解釈も加えてくださった」と評価している[6]。

### Disc 2
- 全作詞：小林武史（#6, #9除く） / 全作曲：小林武史

1. VALON-1 / Chara [4:57]
  - 編曲：君島大空 / サウンドプロデュース：Chara

1stシングル。
本楽曲について、Charaは「オリジナルの歌声を意識せずに 自宅でひっそり自分で歌を録音した」「プロデュース能力の高い才能のある若手にお声がけを 1人しか浮かばなかった。君島大空は素晴らしかった!!」とコメントしている。選曲はSalyuのリクエストによるもの[15]。
2. 彗星 / 槇原敬之 [5:07]
  - 編曲：槇原敬之

4thシングル。
本楽曲について、槇原は「原曲を聴けば聴くほど、小林武史さんの才能とSalyuさんの唯一無二の個性が渦巻くこの曲に、恐れをなす程だったのですが、自分なりに咀嚼して作らせていただきました」とコメントしている。選曲はSalyuのリクエストによるもの[15]。
3. Pop / 小林武史 [4:57]
  - 編曲・プロデュース：小林武史

1stアルバム『landmark』収録曲。
本楽曲について、小林は「当時作った時から思ってい たSF (?) 的イメージを、僕自身で（勝手に）実現したという感じです」とコメントしている[15]。
小林の声にエフェクトがかけられている[21]。また、小林の意向で歌詞のフレーズが新たに追加されている。
4. グライド / アイナ・ジ・エンド [3:44]
  - 編曲・プロデュース：小林武史

Lily Chou-Chou名義で発売されたシングル。
5. 飽和 / 七尾旅人 [4:17]
Lily Chou-Chou名義で発売されたシングル『グライド』カップリング曲。
本楽曲について、Salyuは「刹那的な感情がやってきても、また淡々と日常に帰っていくリアリティーを表現しているような、お芝居のワンシーンのようなトラックだなって」と評価している[6]。選曲は七尾自身によるもの。
6. 体温 / 原田郁子 [6:04]
  - 作詞：小林武史・Salyu / 編曲：原田郁子

4thシングル『彗星』カップリング曲。
7. THE RAIN / ROTH BART BARON [4:26]
  - 弦編曲：西池達也 / 管編曲：竹内悠馬

5thアルバム『Android & Human Being』収録曲。
選曲はSalyuのリクエストによるもの[6]。
8. コルテオ 〜行列〜 / 坂本美雨 [5:42]
  - 編曲：原摩利彦

11thシングル。
選曲はSalyuのリクエストによるもの[15]。
9. to U from NHK BSプレミアム「玉置浩二ショー」2016.12.25 / 玉置浩二 × Salyu [7:24]
  - 作詞：櫻井和寿 / 弦編曲：萩森英明

Bank Band with Salyu名義で発売されたシングル。
2016年12月25日にNHK BSプレミアムで放送された番組『玉置浩二ショー』での音源[19]。
Salyuは「DISC 1、DISC 2の全てのトリビュートが終わった、アンコールの意味合いです」と語っている[22]。

### 初回生産限定盤付属Disc 3
Self-Cover Album
- 全作詞・作曲：小林武史（#2除く） / 全編曲・プロデュース：小林武史

1. LIFE（ライフ） [5:31]
14thシングル。
2. 青空 [5:02]
  - 作詞・作曲：桜井和寿

15thシングル。
3. 有刺鉄線 [4:54]
5thアルバム『Android & Human Being』収録曲。
4. 旅人 [5:34]
4thアルバム『photogenic』収録曲。

## 参加ミュージシャン

### Disc 1
新しいYES
- 桜井和寿：Vocal
- 小林武史：All Music Performance
- 名越由貴夫：Guitar

HALFWAY
- milet：Vocal, Flute
- TomoLow：Programming
- 野村陽一郎：Guitar
- 村岡苑子：Cello

Dialogue（ダイアローグ）
- VK Blanka：Programming & Instruments

アラベスク
- 青葉市子：Vocal, Guitar
- 岩井俊二：Piano

Dramatic Irony
- 山内総一郎：Guitar & Vocal
- 伊藤大地：Drums
- 砂山淳一：Bass
- 皆川真人：Keyboards

風に乗る船
- キヨサク：Vocal & Bass
- 高里悟：Drums & Vocal
- Kuboty：Guitar
- Seasir (DOBERMAN)：Trumpet
- NARI (SCAFULL KING)：Sax

landmark
- 安藤裕子：Vocal
- Shigekuni：Guitar, Bass, Programming and more
- あらきゆうこ：Drums
- Tomi Yo：Piano, Wurlitza, Organ
- 後関好宏：Flute

アイニユケル
- 木村充揮：Vocal
- 三宅伸治：A. Guitar
- 小島良喜：Af Piano

プラットホーム
- 中納良恵：Vocal, Chorus, Piano, Synthesizer
- 菅沼雄太：Bass, Drums

### Disc 2
VALON-1
- Chara：Vocal
- 君島大空：All Instruments, Programming, Backing Vocal

彗星
- 槇原敬之：Vocal
- 山本タカシ：A. Guitar

Pop
- 小林武史：Vocal, All Music Performance

グライド
- アイナ・ジ・エンド：Vocal
- 小林武史：All Music Performance

飽和
- 七尾旅人：Vocal, Gut Guitar
- 梅津和時：Alto Saxophone

体温
- 原田郁子：Vocal, Chorus, Piano, Keyboards
- 柏原譲（フィッシュマンズ）：Bass

THE RAIN
- 三船雅也：Vocals, Guitars, Synthesizer
- 西池達也：Piano, Crotales
- ザック・クロクサル：Bass
- 工藤明：Drums, Percussions
- 竹内悠馬：Trumpet
- 大田垣正信：Trombone
- 梶谷裕子：Violin
- 高橋暁：Violin
- 田中景子：Viola
- 橋本歩：Violincello

コルテオ 〜行列〜
- 坂本美雨：Vocal
- 原摩利彦：Piano
- 多井智紀：Viola da Gamba

to U from NHK BSプレミアム「玉置浩二ショー」2016.12.25
- 玉置浩二：Vocal
- Salyu：Vocal
- 沖仁：Flamenco Guitar
- 萩森英明：Conductor
- 谷口いづみ：1st Violin
- 中島知恵：1st Violin
- 石亀希実：1st Violin
- 栗井まどか：2nd Violin
- 平野悦子：2nd Violin
- 大野由紀子：2nd Violin
- 山田那央：Viola
- 河野百合名：Viola
- 森和子：Cello
- 島貫亨子：Cello
- 小野聡美：Contrabass

### 初回生産限定盤付属Disc 3
- Salyu：Vocal
- 小林武史：All Music Performance